# Buick Lucerne

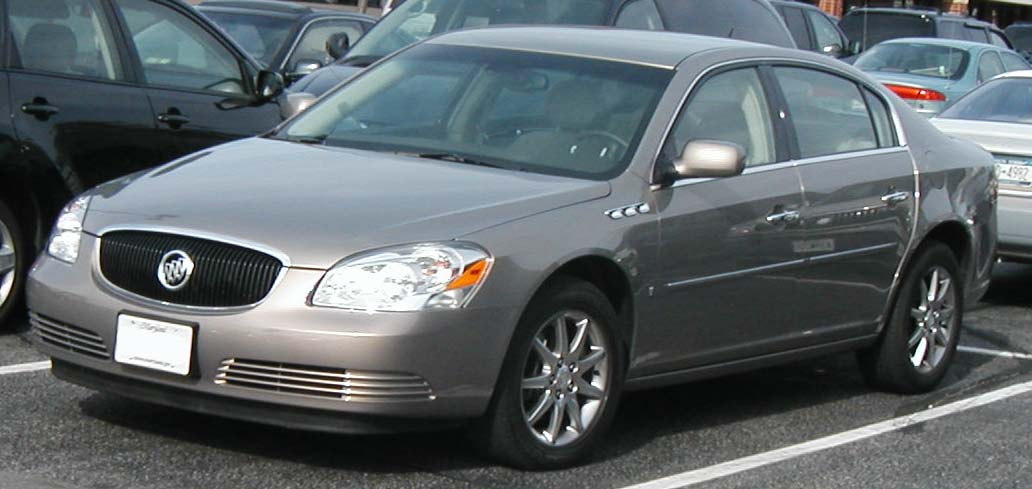
Buick Lucerne CXL del 2006-2007

El Buick Lucerne és un cotxe de tracció davantera venut sota la marca de Buick, divisió de General Motors (GM). Construït en la plataforma "Zeta" de GM a Hamtramck, Michigan, el Lucerne substitueix al Buick Park Avenue i al LeSabre. Presentat al Chicago Auto Show el 9 de febrer de 2005 i comercialitzat el 2006, el Buick Lucerne va ser molt ben acollit pel mercat amb unes vendes que representaven el 24% del volum total de full-size que es venien als Estats Units.
Els motors que equipa el Lucerne són el 3800 V6 Sèrie III i el Northstar V8. Aquest últim, representa el primer V8 que equipa Buick des del Roadmaster de 1996. La caixa de canvi és automàtica de 4 velocitats i la suspensió es activa (Magnetic Ride Control, usada al Corvette).
El seu preu és inferior al LeSabre, i el preu del V8 s'assembla al preu que tenia el Park Avenue, per això el primer es considera el substitut del LeSabre i la segona opció, com la substituta del Park Avenue.
Seguint amb la tradició Buick dels "Ventiports" que s'ubiquen al lateral i representa el nombre de cilindres del motor (3 pel V6 i 4 pel V8).
Amb el Lucerne, Buick presenta un model que competeix contra el Toyota Avalon, el Mercury Sable i el Hyundai Azera en el segment entry level-luxury.
Mides del Lucerne
Batalla (Wheelbase): 2,936 m 
Llargada (Length): 5,161 m 
Amplada (Width): 1,874 m 
Alçada (Height): 1,473 m 
Pes (Curb weight): 1.846 kg
Capacitat del dipòsit: 68 l 

## Lucerne Super
Es presentarà al saló de l'automòbil de Nova York una versió del Lucerne anomenada Super. Aquest nom ja va ser usat per Buick temps enrere, i en essència el paquet "Super" es tracta d'una versió millorada del "CXS" amb el motor Northstar V8 que passa dels 275 cv als 292 cv, llantes d'aliatge exclusives i una sèrie de modificacions en l'equipament i detalls del cotxe, com per exemple una graella cromada més gran.